# Рёблинг, Вашингтон
Вашингтон Огюстус Рёблинг (англ. Washington Augustus Roebling; 26 мая 1837, Саксонберг — 21 июля 1926, Трентон) — американский инженер-мостостроитель. Известен прежде всего как главный инженер при строительстве Бруклинского моста через пролив Ист-Ривер в штате Нью-Йорк. Ветеран Гражданской войны в США, воевал на стороне Армии Союза.

## Детские и юношеские годы
Вашингтон Рёблинг появился на свет 26 мая 1837 году в Саксонберге — в маленьком городке недалеко от Питтсбурга, основанном его отцом и дядей. Родители — недавние иммигранты из прусского Мюльхаузена. Отец Йохан Рёблинг (позже сменил имя и транслитерацию фамилии, став Джоном) получил высшее инженерное образование в Берлине, но не смог реализовать себя на родине. Мать Йоханна Рёблинг — дочь портного, вместе с родителями переехавшая в США вскоре после Йохана, домохозяйка. Вашингтом был первым из девяти детей четы Рёблингов. Своё имя, вопреки расхожему мнению, он получил не в честь первого президента США, а в честь Вашингтона Гилла — брата топографа Эдварда Гилла, с которым отец в тот период времени работал на строительстве канала Сэнди-Бивер.
Саксонберг в то время представлял собой немецкоязычную общину, и Вашингтон начал сносно говорить по-английски только в 10—11 лет. Первым его учителем стал Юлиус Ридель (Julius Riedel) — двоюродный брат Гебхарда Блюхера, участник битв при Лейпциге и при Ватерлоо родом из Тильзита, не имевший специального образования. В возрасте восьми лет мальчика определили в немецкоязычный пансион в Питтсбурге, которым руководил человек по фамилии Хенне (Henne); в этом заведении Вашингтон проучился ещё четыре года, в перерыве между занятиями выпрашивая рисовый пудинг у речников. В 1849 году Вашингтон непродолжительное время учился у профессора Лемуэля Стивенсона из Новой Англии, а после переезда семьи в Трентон у доктора Фрэнсиса Юинга (Francis A. Ewing).
Профессиональную судьбу Вашингтона предопределил один несчастный случай, произошедший с его отцом в декабре 1849 года. Испытывая новую проволочную крутильную машину, старший Рёблинг случайно положил руку на приводной ремень, который затянул её в жёлоб шкива. Помощник помог высвободить конечность, однако она осталась искалеченной на всю оставшуюся жизнь. Какое-то время отец Вашингтона с трудом ухаживал за собой, писал и чертил, и сын, которому тогда исполнилось двенадцать лет, зимой и весной 1850 года сопровождал его в рабочих поездках, выполняя роль одновременно медбрата и секретаря. Джон Рёблинг на тот момент инспектировал строительство запроектированных им подвесных акведуков в Пенсильвании и Нью-Йорке, и водные мосты произвели на мальчика неизгладимое впечатление.
После путешествий Вашингтон был зачислен в Трентонскую Академию — одну из старейших (основанную в 1781 году) школ штата и страны, а после её окончания, в семнадцатилетнем возрасте, в Институт Ренсселера в Трое. Отец отправил его учиться по своим стопам, на специальность гражданского инженера. За три года учёбы Вашингтон прослушал около сотни курсов, включая такие технические дисциплины, как аналитическая геометрия, дифференциальное и интегральное исчисление, вариационное исчисление, качественный и количественный анализ, минералогия и высшая геодезия, рациональная механика твёрдых тел и жидкостей, сферическая астрономия, кинематика, проектирование машин, устройство гидравлических и паровых двигателей, устойчивость конструкций, инженерное и архитектурное проектирование, а также строительство. Дипломная работа молодого инженера называлась «Проект висячего акведука». Рёблинг закончил учёбу летом 1857 года — по его словам, из 60 сокурсников в первый год обучения до получения степени дошли не более дюжины.

## Мост через Аллегейни
В то время как Вашингтон учился, его отец Джон Рёблинг заметно продвинулся по части строительства висячих мостов, приобретая репутацию одного из ведущих гражданских инженеров в стране. В 1855 году был открыт спроектированный и построенный им мост через Ниагару — единственный в своём роде подвесной мост, по которому ходил не только гужевой, но и железнодорожный транспорт. В тот момент, когда Вашингтон получил диплом гражданского инженера, Джон занимался строительством самого длинного в мире висячего моста через реку Огайо между городами Цинциннати и Ковингтон. Этот проект продвигался медленно из-за недостатка средств и очередного финансового кризиса в стране, и осенью 1857 года Джон переключился на другой заказ — перестройку моста через реку Аллегейни в Питтсбурге.
После института Вашингтон какое-то время провёл на заводе отца, изучая тонкости производства железной проволоки, и в начале 1858 года присоединился к нему в Питтсбурге. Здесь, на строительстве «Моста Шестой Улицы» (англ. Sixth Street Bridge), он познакомился с плетением и натяжением кабелей подвесного сооружения. Работая помощником отца, он зарабатывал сначала 10 долларов, а спустя несколько месяцев 50 долларов в неделю, которых едва хватало на жизнь. По воспоминаниям молодого инженера, он испытывал противоречивые чувства, работая вместе с отцом:

Я долгое время придерживался мнения, что выпускник не должен работать со своим отцом, по крайней мере, с таким отцом, как у меня. Когда я осмеливался иметь другое мнение по какой-то профессиональной проблеме, меня называли дураком — это мой учитель был чертовски глуп. Но то, чему научился мой отец, было правильным и всегда будет правильным.
Оригинальный текст (англ.)
I have long been of the opinion that a graduate should not work with his father, at least such a father as I had. When I ventured to have a different opinion on some professional problem, I was called a fool - my teacher was a damned fool - but what my father had learned was right and always would be right.
— Washington Roebling's Father: A Memoir of John A. Roebling, pp. 226—227.
Судя по всему, Джон доверял своему сыну, и несколько раз оставлял управление проектом на него, когда уезжал по делам в другой город. Вашингтону удалось внести некоторые изменения в конструкцию: например, он настоял на использовании более длинных и тонких заклёпок, которыми крепились поперечные балки.
Много позже — в 1883 году, когда старшего Рёблинга уже не было в живых и сам Вашингтон заканчивал свою карьеру, он отправил своего ассистента Фрэнсиса Коллингвуда (Francis Collingwood) проинспектировать анкерные стержни (железные крепления, удерживающие концы несущих канатов), поскольку считал их слабым местом всего сооружения. Как и ожидал инженер, смола, в которую были погружены стержни, потрескалась, и вследствие проникшей внутрь влаги железо частично покрылось ржавчиной, создав угрозу обрушения моста. Поврежденные детали заменили, однако с появлением тяжёлых канатных трамваев мост перестал справляться с возросшей нагрузкой, и в 1892 году его заменили более прочным.

## Гражданская война
16 апреля 1861 года, вскоре после начала Гражданской войны, Вашингтон поступил на службу рядовым в национальную гвардию Трентона, которая воевала на стороне северян. Как впоследствии вспоминал инженер, на решение пойти воевать повлиял его отец, жалевший, что в силу возраста и здоровья сам не способен принять активное участие в конфликте. В июне того же года Вашингтон, устав от гарнизонной службы, перевёлся в Девятый полк ополчения штата Нью-Йорк.

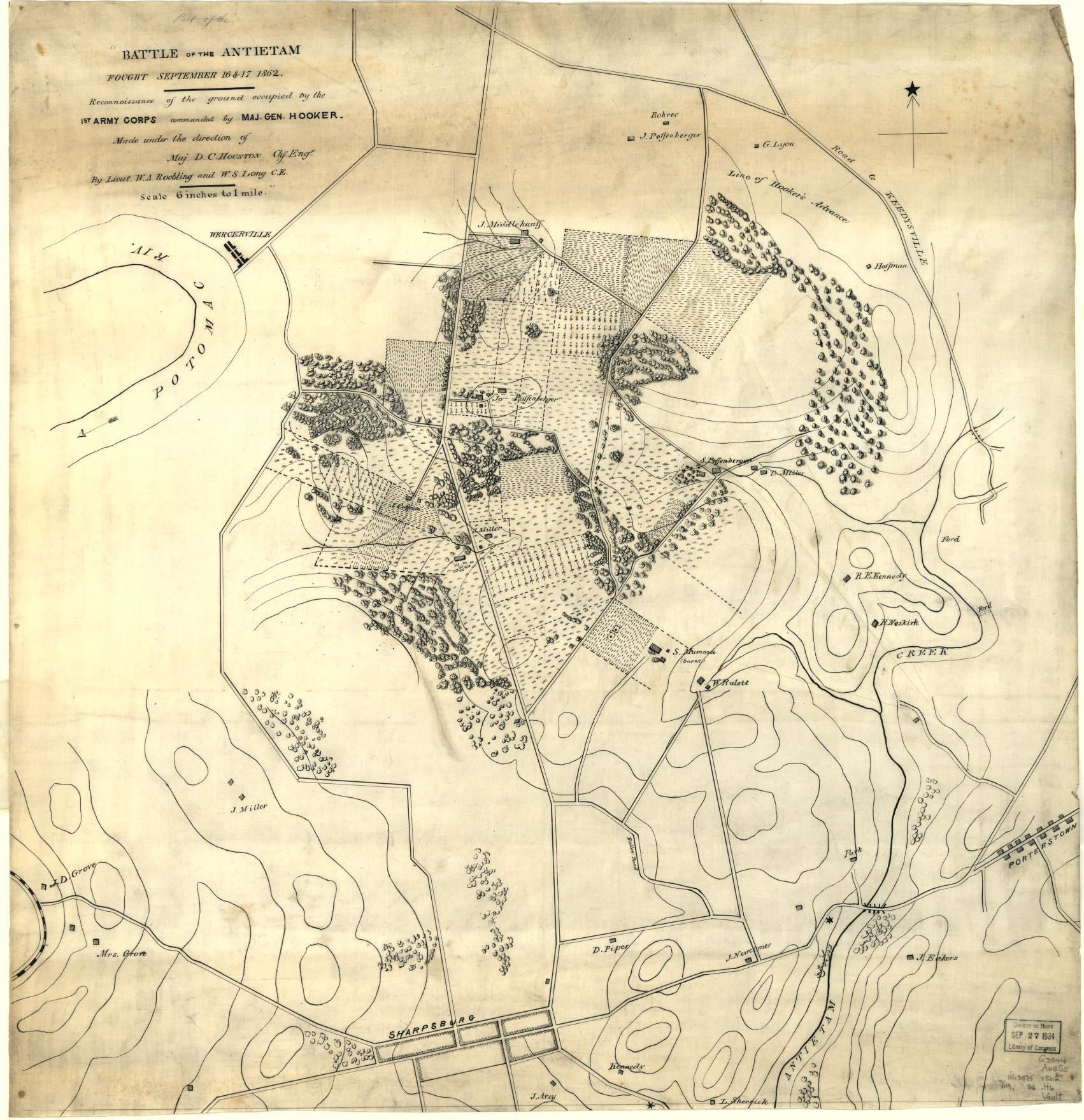
Схема Сражения при Энтитеме, созданная Вашингтоном Рёблингом.

Через четыре месяца службы Вашингтон получил звание сержанта и первую зиму войны провёл на берегу Потомака в Мэриленде, где его батарея защищала судоходство от артиллерии конфедератов, занимавшей позиции на противоположном берегу. В феврале следующего, 1862 года, Рёблинга произвели в лейтенанты и перевели в Хэмптон-Роудс, где он был свидетелем сражения между броненосцем Monitor и фрегатом Merrimack. Затем инженера определили в штаб Ирвина Макдауэлла, где поручили построить висячий мост через Раппаханнок возле Фредериксберга для обеспечения наступления войск. С помощью беглых рабов переправа длиной более 1000 футов (305 м) была готова через месяц, но к тому время речь шла уже не о наступлении, а об отступлении, и мост пришлось вскоре взорвать. Ещё одно аналогичное сооружение через реку Шенандоа в городе Фронт-Ройал так и осталось недостроенным. Наконец, мост через Шенандоа в Харперс-Ферри, законченный в декабре 1862 года, был захвачен и уничтожен генералом Джубалом Эрли.
Когда командование пришло к выводу, что возведённые висячие мосты не решают ни одну из их насущных задач, Рёблинга перевели в штаб генерала Говернора Уоррена и назначили его адъютантом. После сражения при Чанселорсвилле, в котором Вашингтон принял участие, он какое-то время каждое утро на рассвете проводил разведку на воздушном шаре, высматривая костры неприятеля. По результатам одного такого наблюдения в июне 1863 года Рёблинг первым из разведчиков доложил, что генерал Ли начал переброску войск в сторону Пенсильвании — туда, где вскоре состоялась наиболее кровопролитная за всю войну битва при Геттисберге. В разгар этого сражения он по приказу генерала Мида поднялся на пустующий холм Литл-Раунд-Топ, откуда заметил приближающиеся группы техасцев под командованием Джона Худа. Занятая северянами высота позволила отразить продвижение конфедератов — этот эпизод в историографии получил название «Сражение за Литл-Раунд-Топ».
В феврале 1864 года Вашингтон встретил свою будущую жену Эмили, которая приехала навестить своего старшего брата генерала Уоррена. Среди офицеров был устроен бал, на котором и состоялось знакомство адъютанта и сестры генерала. Свадьба состоялась 18 января 1865 года на родине невесты, в городке Колд-Спринг(штат Нью-Йорк).
Рёблинг оставил службу в армии в январе 1865 года, когда война уже почти закончилась. К тому времени он уже имел звание подполковника (англ. lieutenant colonel). В 27 лет за плечами ветерана остались «Второй Булл-Ран», «Южная Гора», «Энтитем», «Чанселорсвилл», «Геттисберг», «Битва в Глуши», «Спотсильвейни» и «Бой у Воронки».

## Мост через Огайо
В разгар войны отец Вашингтона, Джон Рёблинг возобновил работу над строительством моста через реку Огайо между городами Цинциннати и Ковингтон — этот проект был заморожен в начале 1859 года вследствие охватившего страну финансового кризиса. Весной 1865 года Вашингтон вместе с молодой женой переехал в Ковингтон, чтобы ассистировать отцу в этой работе. Ради позиции для сына Джон уволил одного из своих помощников — Джорджа Фултона (George Fulton), с которым давно работал. Ещё один помощник по фамилии Гауэр (Gower) сам подал в отставку, поскольку, по его словам, арендовал «перспективный нефтяной участок в горах Кентукки».
Висячий мост Цинциннати-Ковингтон, как он тогда назывался, после открытия в декабре 1866 года стал самым длинным висячим мостом в мире: длина главного пролёта составила 1057 футов (322 м). Он сохранился до нашего времени и напоминает Бруклинский мост в уменьшенном размере. Когда Вашингтон приступил к работе, заканчивалось строительство каменных опор — пилонов высотой около 200 футов (более 60 м), на которые приходилось подниматься по лестнице по 5—6 раз в день. К концу лета башни были достроены и на них установили «подушки» — девятитонные литые формы с канавками, на которые затем положили несущие канаты. Девять месяцев — с сентября 1865 по июнь 1866 года — Вашингтон лично контролировал плетение проволочных кабелей, а затем натягивание и закрепление их между опорами. Погрузившись в технологичные решения отца, получивший американское образование инженер нередко подвергал их критике. Так, по его мнению, система вантов (косых оттяжек между пилонами и мостовым полотном) в дополнение к традиционным для висячих мостов подвескам (вертикальным кабелям между несущими канатами и полотном) была излишней. Он полагал, что мостовое полотно слишком слабое для той нагрузки, которую ему предстояло нести. Наконец, больше всего молодой инженер возражал против замуровывания анкерных стержней в цемент — как оказалось десятилетия спустя, вяжущее вещество только повредило железные детали.
Осенью 1866 года, когда на мосту заканчивались работы по подвешиванию мостового полотна, у Вашингтона случился острый приступ плеврита — сказался постоянный тяжёлый труд на высоте и холодном ветру. Впоследствии инженер жаловался, что характерные боли в груди преследовали его большую часть оставшейся жизни. Почти вся ответственность за мост лежала на Вашингтоне, а не на его отце; в течение последних шести месяцев строительства Джон присутствовал на месте всего несколько недель.

## Бруклинский мост

### Планирование
В апреле 1867 года, когда мост через Огайо только начал эксплуатироваться, в сенате штата Нью-Йорк одобрили законопроект о строительстве переправы через пролив Ист-Ривер, разделяющий острова Манхэттен и Лонг-Айленд. Созданная ради этой цели мостостроительная компания New York Bridge Company избрала представительный совет директоров, который в свою очередь обратился к Джону Рёблингу с предложением построить мост любой конструкции на его усмотрение.

### Рабочая поездка в Европу
Заинтересовавшись предложением нью-йоркских законодателей, Джон отправил Вашингтона вместе с его беременной женой Эмили в Европу, чтобы изучить новые технологические достижения, которые помогли бы построить столь длинный висячий мост — почти вдвое более протяжённый, чем только что им построенный. Особый интерес для главного инженера представляли почти неизвестные на тот момент в США кессоны, с помощью которых можно было бы углубить дно пролива и заложить фундамент промежуточных опор.
Поездка, которая изначально рассматривалась как короткая, в итоге растянулась на девять месяцев. В Лондоне чета Рёблингов познакомилась с конструкцией мостов через Темзу, в том числе с новым, находящимся на стадии строительства, мостом Блэкфрайарс. Инженер также изучил железнодорожный мост Runcorn Railway Bridge через реку Мерси в Ранкорне, Висячий мост через Менай между островом Англси и основной территорией Уэльса, Клифтонский мост через реку Эйвон в Бристоле. Вашингтон встретился с молодым английским инженером по имени Джеймс Дредж (James Dredge), который описал устройство и работу небольших кессонов, сооружённых инженером Роулендом Ордишем для возведения фундамента моста через Влтаву в Праге. Он также побывал на заводе Richard Johnson and Nephew в Манчестере, которая поставляла проволоку для мостов через Ниагару и Огайо.
В Париже супруги посетили Всемирную выставку, на которой, в частности, был отмечен сдвиг в сторону использования в строительстве стали вместо традиционного железа. После Великобритании и Франции Рёблинги посетили родину отца — прусский город Мюльхаузен, где беременная Эмили осталась рожать, в то время как Вашингтон продолжил поездки по Германии и Австро-Венгрии. В Эссене Вашингтон посетил сталелитейный завод Круппа, где в эти годы уже освоили бессемеровский процесс и специально для него выковали стальной прототип анкерного стержня, хотя и не гарантировали его приемлемое качество. «Бессемеровая сталь — самая дешевая, и они постоянно улучшают её качество», — сообщил Рёблинг в письме своему отцу по итогам визита. В Богемии инженер заинтересовался добычей серебряной руды с помощью стальных тросов.
В Мюльхаузене 21 ноября 1867 года родился единственный ребёнок Вашингтона и Эмили — мальчик, которого в честь деда назвали Джоном А. Рёблингом II.

### Подготовительные мероприятия, смерть отца
В сентябре 1867 года, когда Вашингтон находился в Европе, Джон Рёблинг представил готовый проект моста совету директоров New York Bridge Company. Весной следующего, 1869 года, с помощью Вашингтона была организована так называемая Бридж-парти — организованная поездка в Питтсбург, Цинциннати и на Ниагару, где отец и сын представили заинтересованным лицам спроектированные и построенные Джоном Рёблингом мосты. В этой поездке приняли участие профессионалы и влиятельные люди того времени — политики, армейские инженеры, генералы, потенциальные инвесторы. 19 мая 1869 года газета Brooklyn Eagle объявила, что проект «наконец-то одобрен правительственными комиссарами».
В начале лета 1869 года Вашингтон вместе с семьёй переехал в Бруклин. 28 июня, когда Джон в присутствии сына проводил окончательные расчёты на месте будущих работ, произошёл несчастный случай: в бруклинский причал, на краю которого стоял инженер, врезался паром. Рёблингу раздробило ногу и ему ампутировали пальцы. Травма сама по себе не была смертельной, однако в ходе лечения произошло заражение крови столбняком, и инженер скончался от инфекции ещё до начала строительства, 22 июля 1869 года.
Вскоре после смерти старшего Рёблинга, совет директоров назначил его сына Вашингтона новым исполнителем проекта. «По предложению г-на Дженкса было решено, что полковник Вашингтон А. Рёблинг будет назначен главным инженером; что правление имеет право устанавливать его компенсацию, и что он имеет право привлекать такую помощь, которую он сочтёт необходимой, при условии одобрения правления» — говорится в протоколе заседания совета директоров от 3 августа 1869 года.
В команду Вашингтона вошли геодезист и картограф Уильям Пейн (William Paine, служил вместе с Вашингтоном во время войны), выпускники института Ренсселера Чарльз Мартин (Charles C. Martin, более известен как C. C. Martin) и Фрэнсис Коллингвуд (Francis Collingwood), чертёжник Вильгельм Хильденбрандт (Wilhelm Hildenbrand, иммигрант из Германии, спроектировавший крышу Центрального вокзала Нью-Йорка), инженер Сэм Пробаско (Sam Probasco) и только что окончивший Университет Виргинии Джордж Макналти (George McNulty).

### Кессоны
Строительство Бруклинского моста началось с заложения фундаментов на дне Ист-Ривер. Находясь в Европе, Рёблинг, помимо встречи с инженером Джеймсом Дреджем (см. выше), изучил все доступные ему публикации относительно использования пневматических кессонов (деревянных конструкций в виде перевёрнутого ящика, которые опускали на дно и накачивались сжатым воздухом, чтобы внутри могли находиться люди), в том числе план 1850 года строительства моста через Рейн, эссе о фундаменте железнодорожного моста через реку Джамна в Аллахабаде (журнал Civil Engineer, декабрь 1863), статью «Решётчатый мост на чугунных цилиндрах через Сену в Аржантёй» (издание Nouvelles annals des constructions, январь 1864), а также только что вышедший в свет трактат о строительстве кессона во французском Бресте. Опираясь на эти работы, а также на опыт Джеймса Идса, начавшего строительство моста через Миссисипи несколькими месяцами раньше, он сконструировал свои кессоны, куда более крупные по размеру.
Каждая из двух промежуточных опор — бруклинская и манхэттенская — требовали отдельный кессон, который углублялся по очереди. Размеры бруклинского сооружения составляли 51 м в длину, 31 м в ширину и 4,2 м в высоту, манхэттенского 52,4 м в длину, 31 м в ширину и 4,2 м в высоту. Рабочие внутри рабочей камеры выкапывали грунт, в то время как по мере погружения на крышу складывались известняковые плиты, прижимавшие всю конструкцию ко дну.
Чем глубже погружался кессон, тем больше работников испытывали симптомы декомпрессионной болезни, причины которой на тот момент были не известны. Подобные симптомы испытал и Вашингтон Рёблинг, многие часы проводивший в камере под водой. В первый раз это случилось во время пожара в крыше сооружения, который случился в декабре 1870 года. Инженер тушил возгорание более семи часов подряд, находясь под давлением в замкнутом пространстве, при этом вдыхая смесь горячего свечного дыма, цементной пыли и измельченного древесного угля. После выхода на поверхность на рассвете следующего дня он почувствовал онемение в пояснице и ногах, которое могло предшествовать параличу. Его отвезли домой и в течение нескольких часов энергично растирали позвоночник солью и виски, чтобы восстановить кровообращение. Утром выяснилось, что пожар ещё полностью потушен, и с трудом передвигающийся инженер немедленно вернулся на строительную площадку.
Глубина погружения со стороны Нью-Йорка была значительна выше глубины со стороны Бруклина, и давление в момент окончания работ достигла 234 кПа. Как написал Вашингтон в своём очередном отчёте, в это время «едва ли кто-либо из людей выбирался, не испытывая сильной боли в конечностях или костях, или временного паралича рук и ног». Нанятый Рёблингом армейский хирург Эндрю Смит с января по май 1872 года пытался понять причину недомоганий и помочь заболевшим рабочим, однако его советы сводились к прикладыванию горячих припарок, обкладыванию льдом, приёму слабительного и другим подобным действиям, не имевшим отношения к истинной природе заболевания.
Весной 1872 года, когда работы по углублению уже были закончены и второй кессон заполняли бетоном, у Вашингтона Рёблинга произошёл очередной, более серьёзный приступ декомпрессионной болезни. «Я был очень болен в течение нескольких дней из-за неосторожности, оставаясь слишком долго в кессоне в прошлую субботу. В субботу вечером боли были такими сильными, что я думал, что не оправлюсь от них. Однако обильное употребление морфина в конце концов достаточно одурманило меня, чтобы не чувствовать их некоторое время» — писал он брату спустя пять дней после инцидента. Как впоследствии вспоминала супруга, первую ночь приступа она не надеялась, что её муж доживёт до утра. По воспоминаниям находившихся рядом людей, несколько дней он был полностью обездвижен и недееспособен.

### Поездка на лечение в Европу
Несмотря на серьёзность очередного проявления болезни, уже через неделю после него Рёблинг вернулся к работе. Однако его состояние продолжало ухудшаться: летом и осенью 1872 года он перенёс ещё несколько приступов. Вашингтон старался выглядеть здоровым — так, в разгар лета он присутствовал на заседании совета директоров компании New York Bridge Company, на котором отчитывался о закупках материалов. Взяв двухнедельный отпуск, он отправился вместе с женой в курортный город Саратога-Спрингс, надеясь восстановиться.
В декабре, когда работы на мосту остановились из-за погоды, Вашингтон почувствовал, что больше не может присутствовать на месте работ. Опасаясь, что он тоже не доживёт до завершения строительства, он писал и чертил, оставляя точные инструкции по каждому аспекту строительства. Он был слишком болен, чтобы выходить из своей комнаты, но он не мог оставить проект на произвол судьбы. Его зрение начало ухудшаться, его быстро утомляли и раздражали разговоры с помощниками, часто возвращалось онемение и боли в конечностях. Эмили удалось убедить главу мостостроительной компании Генри Мерфи, что Вашингтону необходим внеочередной отпуск и уединение, и в мае 1873 года супруги вновь отправились в Европу, на это раз на водолечение.
Прежде чем отправиться в пригород Парижа Отёй, где находилась специализированная клиника Альфреда Бени-Барде (Alfred Beni-Barde), Эмили, Вашингтон и примкнувший к ним брат Вашингтона Эдмунд, сделали короткую остановку в Лондоне. Четыре страницы своего первого же письма на родину Вашингтон посвятил телеграфному заводу Хупера, где изготавливался подводный телеграфный кабель и где только что успел побывать сам инженер. Его особый интерес представлял используемый на этом предприятии метод сращивания проводов, который можно было применить на Ист-Ривер.
После клиники Бени-Барде, которой Вашингтон остался удовлетворён, супруги несколько месяцев провели в известном горячими источниками Висбадене. Они отплыли домой из Саутгемптона 13 октября и вернулись в Бруклин тогда, когда рабочий сезон уже подходил к концу. Поездка не принесла облегчение — после возвращения Вашингтон испытывал те же симптомы болезни, что и ранее. Супруги купили новый дом в районе Бруклин-Хайтс с видом на Ист-Ривер и стройку, однако долго в нём не прожили и по совету врачей снова сменили обстановку, переехав в Трентон. В этом городе, находящемся на полпути между Нью-Йорком и Филадельфией, Рёблинги провели почти три года. Непосредственное руководство строительством осуществляли помощники главного инженера — Пейн, Мартин, Коллингвуд, Хильденбрандт, Пробаско и Макналти.

### Удалённая работа
Несмотря на то, что Рёблинг больше не появлялся ни на строительной площадке, ни на заседаниях совета директоров, он продолжал заниматься технической документацией, составлял подробные инструкции и распоряжения, читал отчёты о проделанной работе, занимался перепиской с попечителями. Инженер детализировал и активно вносил изменения в общий план отца. Например, он расширил мостовое полотно, заменил железо сталью, увеличил количество прядей в канатах и изменил метод их сращивания. Огромную работу за него делала жена Эмили — разбирала почту, под диктовку отвечала на письма, проводила переговоры с заинтересованными лицами, посылала запросы, ежедневно следила за ходом работ, время от времени представляла его интересы на общественных мероприятиях. В целом она глубоко погрузилась в технические детали проекта, из-за чего многие стали считать её настоящим руководителем строительства.
В 1912 году, через девять лет после смерти Эмили, Вашингтон получил письмо из газеты New York Times в котором его прямо спросили, принимала ли жена Джона Роблинга активное участие в руководстве работами по завершению Бруклинского моста. Вашингтон ответил, что вдова покойного Джона Рёблинга никакого участия в проекте не принимала. «Через несколько лет после фактического начала работ я был поражён тяжелой болезнью, и моя собственная жена, покойная Эмили Уоррен Рёблинг, которая умерла в 1903 году, оказала мне большую помощь в ведении рутинных дел работы. Болезнь (уже вылеченная) не позволяла мне много читать или писать, так что её услуги как секретаря стали для меня бесценными. Это привело к другим рабочим функциям, таким как интервьюированию людей, избеганию личных трений благодаря её такту и сглаживании трудностей…» — заключил инженер.
Время от времени Вашингтон думал об отставке. В записях Эмили сохранился проект письма, которое Рёблинг планировал отправить главе попечительского совета Генри Мерфи в декабре 1875 года. «Моё здоровье в последнее время стало настолько ненадежным», — писал он, «что я все меньше и меньше способен выполнять какую-либо работу. Поэтому я вынужден подать в отставку с должности инженера моста Ист-Ривер. Надежды на то, что время и отдых что-то изменят, оказались напрасными, поскольку отдых был просто невозможен». Это письмо так и не было поучено адресатом. Осенью следующего, 1876 года, он всё же отправил Мерфи другое письмо с просьбой сложить с себя полномочия главного инженера. На этот раз поводом послужил отказ попечителей закупить рекомендованную Рёблингом проволоку с заводов, которыми на тот момент управляли братья Вашингтона Чарльз и Фердинанд. Инициатором решения был один из членов совета, предприниматель и политик Абрам Хьюитт. Он заподозрил сделку в конфликте интересов, и в ходе очередного заседания совет заключил контракт с другим производителем. Так или иначе, но просьба об отставке осталась без удовлетворения.
Рёблинги вновь поселились в своём бруклинском доме в июле 1877 года. Пока главный инженер отсутствовал, были достроены все четыре опоры и закончены подготовительные работы по прокладке кабелей. С этого времени Вашингтон мог не только читать отчёты своих помощников, но и лично наблюдать результат работы из своего окна на втором этаже через телескоп или бинокль.

### Попытки смещения
В течение 1877 и 1878 годов в газетах продолжали циркулировать слухи о том, что главный инженер отстранился от работы и вообще не способен что-либо делать. Его физическое отсутствие вызывало раздражение части вовлечённых лиц, особенно на фоне затянутого строительства и значительного перерасходования средств. Многие члены попечительского совета, особенно пришедшие на смену другим, никогда на собраниях не видели его воочию и знали лишь по переписке. Во время заседания в сентябре 1877 года, когда было принято решение не покупать материалы у семьи Рёблингов, один из его участников по имени Джон Райли (John Riley) поднял вопрос об отстранении от должности главного инженера. Попечитель заявил, что Вашингтон по его мнению очень болен и не способен выполнять свои обязанности, а вместо него всю работу выполняет его жена. Тогда Мерфи ответил, что в случае смерти (об этом никто на собрании не говорил) обязанности главного инженера могли бы взять на себя ассистенты Мартин, Коллингвуд или Макналти. Ещё один участник Томас Кинселла (Thomas Kinsella) добавил, что больше эффективных менеджеров нет, и на этом вопрос был закрыт.
Ближе к концу строительства в 1882 году вопрос был поставлен снова, на этот раз только что избранным мэром Бруклина Сетом Лоу. На одном из июльских заседаний он настоял, чтобы главный инженер лично явился на следующую встречу и доложил о ходе работ. Как раз в это время Рёблинг, почувствовавший себя несколько лучше, по совету врачей на лето переехал в курортный город Ньюпорт в Род-Айленде. Основные связанные со строительством проблемы были решены, и на мосту шла рутинная работа по закреплению ферм, установке вант и прокладке дорожного полотна. После того как Вашингтон пропустил две назначенные ему встречи, в местной прессе поползли слухи о его психическом расстройстве. Чтобы проверить их, Лоу лично посетил главного инженера на отдыхе, а после потребовал его отстранения от должности главного инженера, взамен предложив должность инженера-консультанта.
Решающее голосование состоялось 11 сентября 1882 года. На заседании совета попечителей присутствовало 17 из 20 членов (трое других находились в Европе). Сет Лоу выступил с вступительным словом, в котором поставил вопрос, являются ли текущие кадровые назначения наилучшими для успешного завершения проекта. Со своей стороны он предложил сместить Вашингтона Рёблинга с поста главного инженера, взамен предоставив ему номинальную должность инженера-консультанта. После выступления Лоу Генри Мерфи передал секретарю Отто Витте письмо Рёблинга, который зачитал его вслух. Письмо было кратким, в нём Вашингтон отказывался от потенциального назначения и ещё раз указал, что его отсутствие никоим образом не повлияло на ход строительства в худшую сторону. Инженер просил, чтобы на голосование был поставлен единственный вопрос — останется ли он во главе строительства либо нет. Затем было ещё несколько выступлений попечителей, большинство из которых поддерживали Рёблинга. При финальном голосовании 7 человек выступили за отставку, 10 — против. Вашингтон Рёблинг остался на посту главного инженера.

### Открытие
Торжественное открытие моста состоялось 24 мая 1883 года, через 14 лет после начала строительства. Вашингтон так ни разу не ступил на него за всё это время. Лишь однажды, незадолго от открытия, он вместе с Макналти подъехал в экипаже к строящемуся зданию трамвайного терминала у въезда на мост, но так и не вышел из кареты. Вечером 24 мая — после того, как на мосту состоялось праздничное шествие и митинг — в доме Вашингтона и Эмили Рёблингов состоялся торжественный банкет, на котором присутствовали более тысячи человек, в том числе президент США Честер Артур, губернатор штата Нью-Йорк и будущий президент Гровер Кливленд, мэры обоих городов, все ключевые участники строительства, попечители и члены семьи. Голову Вашингтона венчал лавровый венок, украшенный американскими флажками и белой лентой.

## После Бруклинского моста
Летом 1883 года Вашингтон Рёблинг подал в отставку с поста главного инженера. На его место был назначен один из его помощников Чарльз Мартин, который занимался обслуживанием сооружения до 1902 года.
Через год после завершения строительства Вашингтон и Эмили переехали в Трой и жили там четыре года, пока их сын Джон А. Рёблинг, выбравший профессию отца и деда, изучал инженерное дело в Институте Ренсселера. Здоровье Вашингтона постепенно улучшалось, при этом до конца жизни время от времени старые симптомы болезни давали о себе знать. Весной 1888 года, когда младший Рёблинг получил диплом, все трое вернулись в Трентон и через несколько лет въехали в новый, специально для них построенный дом. Эмили умерла от рака желудка 28 февраля 1903 года. В 1908 году, в возрасте 71 года, Вашингтон женился снова - на Корнелии Витселл Фэрроу (Cornelia Witsell Farrow), вдове. Скончался инженер 21 июля 1926 у себя дома в окружении жены, единственного сына и ещё нескольких близких ему людей.
Самым страстным увлечением Вашингтона было коллекционирование камней и минералов. Его коллекция из более чем 16 тыс. образцов была подарена в 1926 году его сыном Джоном А. Роблингом II Смитсоновскому институту и стала важной частью коллекции минералов и драгоценных камней этого учреждения. Одним из предметов в коллекции Рёблинга был бриллиант Канари — почти 18-каратный жёлтый бриллиант, найденный в 1917 году в Арканзасе, где в настоящее время находится государственный парк «Кратер алмазов».